# Молодіжне (Зерендинський район)
Молоді́жне (каз. Молодёжное) — село у складі Зерендинського району Акмолинської області Казахстану. Входить до складу Аккольського сільського округу.
Населення — 591 особа (2021; 806 у 2009, 860 у 1999, 1160 у 1989).
Національний склад станом на 1989 рік:
- казахи — 48 %;
- росіяни — 28 %.